# Oregodasys
Genre
Synonymes
- Platydasys Remane, 1927 nec Butler, 1892

Oregodasys est un genre de gastrotriches de la famille des Thaumastodermatidae.

## Liste des espèces
Selon World Register of Marine Species (25 juin 2025) :
- Oregodasys ashleigha Araujo, Atherton & Hochberg, 2015
- Oregodasys caymanensis Hochberg, Atherton & Kieneke, 2014
- Oregodasys cirratus Rothe & Schmidt-Rhaesa, 2010
- Oregodasys itoi (Chang, Kubota & Shirayama, 2002)
- Oregodasys katharinae Hochberg, 2010
- Oregodasys kurnowensis Hummon, 2008
- Oregodasys mastigurus (Clausen, 1965)
- Oregodasys maximus (Remane, 1927)
- Oregodasys norenburgi Hochberg, 2010
- Oregodasys ocellatus (Clausen, 1965)
- Oregodasys pacificus (Schmidt, 1974)
- Oregodasys phacellatus (Clausen, 1965)
- Oregodasys rarus (Forneris, 1961)
- Oregodasys ruber (Swedmark, 1956)
- Oregodasys styliferus (Boaden, 1965)
- Oregodasys tentaculatus (Swedmark, 1956)

## Systématique
Platydasys Remane, 1927, préoccupé par Platydasys Butler, 1892, a été  remplacé par Oregodasys par Hummon (d) en 2008.

## Publications originales
- (en) Hummon, « Gastrotricha of the North Atlantic Ocean: 1. Twenty four new and two redescribed species of Macrodasyida », Meiofauna Marina, 2008, vol. 16, p. 117–174.
- (de) Remane, « Neue Gastrotricha Macrodasyoidea », Zoologische Jahrbücher Abteilung für Systematik, Ökologie, und Geographie der Tiere, 1927, vol. 54, p. 203-242.